# Feixanc de les Vaques
El Feixanc de les Vaques és un feixà acinglerat del terme municipal de Conca de Dalt, al Pallars Jussà, en el territori de l'antic terme d'Hortoneda de la Conca, dins del territori de l'antic poble de Senyús.
Està situada a la dreta del barranc del Vinyal, al davant i al nord-est de la Feixa de Viu, al nord de la Culla de l'Óssa. És al nord-oest de les Maleses i al sud-oest de l'Obaga del Vinyal.